# Fußballregeln
Die Fußballregeln sind die offiziellen, internationalen und nationalen verbindlichen Ablaufformen und Verhaltensweisen bei der Durchführung des Fußballspieles. Sie wurden erstmals 1863 von der Football Association festgelegt.
Im gleichen Maße, wie sich der Fußball Ende des 19. Jahrhunderts, in England beginnend, ausbreitete, entwickelten und verfeinerten sich die Regeln. In Deutschland legte 1874 der Braunschweiger Lehrer Konrad Koch (1846–1911) das erste Fußball-Regelwerk fest.
Heute werden die Regeln in jährlichen Konferenzen zwischen der FIFA (Weltfußballverband) und dem International Football Association Board (IFAB) kontrolliert und gegebenenfalls angepasst. Es gibt im offiziellen Regelwerk der FIFA 17 Spielregeln, die 1938 neu gefasst und seitdem im Wesentlichen konstant geblieben sind.
Die nationalen Fußballverbände können zusätzlich eigene Anweisungen herausgeben, die als Auslegungsrichtlinien anzusehen sind, allerdings nur im Bereich des jeweiligen Fußballverbandes Geltung haben. Neben Hinweisen auf gewollte Interpretationen von Regeln enthalten solche Anweisungen regelmäßig besondere Bestimmungen für Jugendspiele und Spiele von „Altherren“-Mannschaften, gelegentlich auch für Freundschafts- und Frauenspiele, um die Regeln auf die jeweiligen Gegebenheiten anzupassen.
Ergänzend zu den Fußballregeln, die weitestgehend nur das Geschehen auf dem Platz regeln, gibt es weitere Bestimmungen, in denen die übrigen Details wie etwa die Spielberechtigung, aber auch Änderungen zu den Regeln wie beispielsweise bei der Zahl der Auswechselspieler oder der Möglichkeit der erneuten Einwechslung festgelegt sind. Dabei handelt es sich um Wettbewerbsbestimmungen, Spielordnungen, Strafordnungen, Jugendordnungen, Schiedsrichterordnungen usw.

## Grundsätzliches
Es spielen zwei Mannschaften gegeneinander. Ziel des Spiels ist es, den Ball über die Torlinie des Gegners zwischen den Torpfosten und unter der Torlatte hindurchzubefördern. Damit der Torerfolg gültig ist, muss der Ball die Torlinie vollständig überschritten haben und es darf seit der letzten Spielunterbrechung keine Regelübertretung durch jene Mannschaft begangen worden sein, für die das Tor gezählt wird, ausgenommen die Regelübertretung war wegen der Vorteilsbestimmung nicht zu ahnden. Die Mannschaft, die während des Spiels die meisten Torerfolge erzielt, gewinnt.
Der Ball darf von den Feldspielern mit dem ganzen Körper gespielt werden, außer mit Armen und Händen. Als verbotenes Handspiel zählen alle Berührungen von Armen oder Händen, sofern diese nach Ansicht des Schiedsrichters mit Absicht erfolgen. Wird der Ball beispielsweise aus kurzer Entfernung gegen den „normal gehaltenen“ Arm geschossen, so soll der Schiedsrichter nicht auf Handspiel entscheiden. Torwarte dürfen den Ball innerhalb des Strafraumes ihrer Mannschaft unter Beachtung der Rückpassregel jederzeit mit den Armen und Händen berühren.
Jede Mannschaft muss einen Spieler als Torwart einsetzen, der sich in seiner Kleidung von den übrigen Spielern sowie vom Schiedsrichter und dessen Assistenten klar zu unterscheiden hat. Ohne Torwart darf ein Spiel nicht beginnen oder fortgesetzt werden. Ein Torwart ist nicht auf seinen Strafraum beschränkt, außerhalb des Strafraums gelten für ihn die normalen Regeln für Feldspieler. Seine Aufgabe besteht normalerweise darin, als letzte Abwehrmaßnahme einen Torerfolg des Gegners zu verhindern.
Das Spiel beginnt mit dem Anstoß und besteht aus zwei Halbzeiten gleich langer Dauer, dazwischen gibt es eine Pause von maximal 15 Minuten. Das Spiel ist unterbrochen, wenn der Schiedsrichter pfeift, ein Tor erzielt wurde oder der Ball das Spielfeld verlassen hat. Vom Anlass der Unterbrechung hängt die Art der Spielfortsetzung ab.
Das Spiel wird von einem Schiedsrichter geleitet, dessen Aufgabe die Durchsetzung der Fußballregeln ist. Fast alle Entscheidungen des Schiedsrichters sind unanfechtbare Tatsachenentscheidungen, lediglich bei Regelverstößen des Schiedsrichters sowie bei der Zumessung weiterer Strafen nach Feldverweisen ist die Sportgerichtsbarkeit zuständig.
Kein Spieler darf während des Spiels ohne Zustimmung des Schiedsrichters das Spielfeld betreten oder verlassen. Tut er es dennoch, so ist der Spieler zu verwarnen. Von diesem Grundsatz gibt es nur bei der Abseitsregel eine Ausnahme, wenn ein angreifender Spieler so signalisieren will, dass er nicht in das Spiel eingreift, allerdings muss der Spieler dann so lange warten, bis ihm der Schiedsrichter den Wiedereintritt in das Spiel gestattet. Soweit ein Spieler infolge eines Kampfes um den Ball das Spielfeld verlässt, darf er Selbiges auch ohne ausdrückliche Zustimmung des Schiedsrichters sofort wieder betreten. Gleiches gilt auch, wenn das Spielfeld verlassen wird, um bei einem unterbrochenen Spiel den Ball, der sich nicht mehr im Spielfeld befindet, zur anstehenden Spielfortsetzung (Einwurf, Eckstoß, Abstoß, Freistoß oder Strafstoß) wieder auf das Spielfeld zu holen. Im Regelfall gilt auch das Verlassen des Spielfeldes zur Behandlung einer Verletzung als stillschweigend genehmigt, da hier keine unsportliche Absicht vorliegt, in diesem Fall muss aber die Zustimmung des Schiedsrichters vor dem erneuten Betreten des Spielfeldes abgewartet werden. In allen Fällen ist der Wiedereintritt nur zuzulassen, wenn sich das Spiel nicht in der Nähe des vorgesehenen Eintrittsortes befindet, außerdem darf der Wiedereintritt während des laufenden Spiels nur über die Seitenlinien zugelassen werden.
Der Ball ist stets so lange im Spielfeld, wie er die Außenlinien nicht vollständig überschritten hat.

## Geschichte

### Erste Regeln
Die heutigen Fußballregeln haben seit dem 19. Jahrhundert erheblichen Änderungen unterlegen. Umfasste der Begriff „Fußball“ (englisch football) anfangs noch viele verschiedene Spielarten, wurde er 1863 in England erstmals allgemeingültig kodifiziert. Anfangs ähnelte er allerdings noch stark dem heutigen American Football: So war beispielsweise das Fangen des Balls erlaubt (und wurde mit einem Freistoß belohnt), die Tore hatten keine Höhenbegrenzung und es wurde mehr Fokus auf Raumgewinne gelegt (entsprechend war das Abseits noch wesentlich strenger reglementiert). Außerdem gab es statt eines Eckstoßes eine Art Elfmeter und die Spielseiten wurden nach jedem Tor gewechselt. Auch war der Sport etwas „brutaler“ als heute; so war das Hacking (Treten gegen das Schienbein) zum Entreißen des Balls in vielen Clubs erlaubt. Daran entbrannte später auch eine zentrale Auseinandersetzung, die letztlich zugunsten der „gemäßigteren“ Spielformen ausging.

### Wichtige Regeländerungen
- 1864: Hosen müssen über die Knie reichen
- 1866: Lockerung der Abseitsregel; kein Freistoß mehr für das Fangen des Balls; Höhenbegrenzung des Tors
- 1870: Jede Form des Handspiels ist nun verboten; Seitenwechsel zur Halbzeit
- 1871: Einführung von Torwarten
- 1872: Eckbälle werden eingeführt; Freistöße als Strafmaßnahme für Foulspiel
- 1877: Einwurf nicht mehr nur im rechten Winkel
- 1881: Einführung des Schiedsrichters sowie der Verwarnung und des Platzverweises für grobes Foulspiel
- 1890: Tornetze werden eingeführt
- 1891: Strafstoß nach Foul im Strafraum
- 1897: Begrenzung der Spielerzahl auf elf und der Spielzeit auf 90 Minuten; Verkürzung des Spielfelds von 200 auf 130 Yards
- 1903: Direkter Freistoß wird zulässig; Einführung des Vorteils
- 1925: Ein Spieler ist erst abseits, wenn weniger als zwei (vorher: drei) Gegner zwischen ihm und dem Tor stehen
- 1950: Schuhpflicht wurde eingeführt
- 1958: Auswechsel werden erlaubt
- 1967: Einwechslung von einem Ersatzspieler
- 1968: Einwechslung von zwei Ersatzspielern
- 1970: Gelbe und Rote Karte als sichtbares Signal für Verwarnung und Platzverweis
- 1970/76: Einführung des Elfmeterschießens zur Ermittlung eines Siegers bei unentschieden endenden Spielen als Ersatz des Münzwurfs
- 1992: Rückpassregel
- 1993: Rote Karte nach einer sogenannten „Blutgrätsche“
- 1995: Einwechslung von drei Ersatzspielern
- 2013: Zulassung von Torlinientechnologie
- 2016: keine generelle „Dreifachbestrafung“ mehr bei einer „Notbremse“ im Strafraum
- 2016: (Zunächst testweise) Einführung des Video-Assistenten
- 2019: Regeln zum Schiedsrichterball von neutraler zur einseitigen Spielfortsetzung
- 2020/22: Einwechslung von fünf Ersatzspielern (im Spitzenfußball begrenzt auf drei Auswechselgelegenheiten exklusive der Halbzeitpause, vor der Verlängerung und der Halbzeitpause der Verlängerung)

## Spielfeld

Aufbau eines Fußballfeldes

Gespielt wird auf einem rechteckigen Feld, das eben und frei von Hindernissen ist. Normalerweise besteht der Bodenbelag im Profifußball aus Rasen, seltener wird auf einem Kunstrasenplatz gespielt und im Amateurbereich teilweise auch auf einem Hart- oder Ascheplatz.
Die Länge der kurzen Seiten (Torlinie, fälschlicherweise auch Grundlinie) muss bei nationalen Spielen zwischen 45 und 90 Meter, die der langen Seiten (Seitenlinie) zwischen 90 und 120 Meter betragen. Die Seitenlinie muss dabei länger als die Torlinie sein, ein quadratisches Spielfeld ist nicht erlaubt. Theoretisch möglich wären fast quadratische Spielfelder, die in der Praxis jedoch nicht vorkommen. Die Fläche des Spielfeldes ist also in der Größenordnung eines halben bis ganzen Hektars.
Wegen der in Leichtathletikstadien umlaufenden 400-Meter-Kunststoffbahn ist eine Größe von 68 Meter × 105 Meter (7140 Quadratmeter) üblich. Diese Spielfeldgröße ist heute in den Durchführungsbestimmungen für Europacupwettbewerbe sowie seit 2008 auch für Länderspiele zwingend vorgeschrieben. Sie gilt auch bei vom DFB oder der DFL veranstalteten Bundesspielen (dazu gehören gemäß §42 der DFB-Spielordnung u. a. die ersten drei Männerligen, die erste und zweite Frauen-Bundesliga und der DFB-Pokal), wobei Ausnahmen zwischen 100 und 110 Metern Länge und zwischen 64 und 75 Metern Breite bewilligt werden können.
| Bereich          | Breite  | Länge    | Radius |
| ---------------- | ------- | -------- | ------ |
| Spielfeld        | 45–90 m | 90–120 m |        |
| Strafraum        | 40,32 m | 16,50 m  |        |
| Torraum          | 18,32 m | 5,50 m   |        |
| Mittelkreis      |         |          | 9,15 m |
| Eck-Viertelkreis |         |          | 1,00 m |
|                  |         |          |        |
| Bereich          | Höhe    | Länge    |        |
| Tor              | 2,44 m  | 7,32 m   |        |

Das Spielfeld wird in der Regel durch weiße Linien (meist Kalk oder Farbe) markiert. Bei beschneitem Boden können die Linien aus einem dunklen Material aufgebracht werden. Kunstrasenfelder verfügen oft über gelbe Linien. Alle Linien müssen gleich breit sein, die maximal zulässige Breite der Linien beträgt 12 Zentimeter. Eine Mindestbreite für die Linien ist nicht ausdrücklich vorgeschrieben, allerdings muss die Erkennbarkeit hinreichend gegeben sein, so dass faktisch eine Breite von 5 bis 6 Zentimetern nicht unterschritten werden darf.
Markierungen gibt es für die Seitenbegrenzungen des Spielfeldes einschließlich der Torlinie im Bereich des Tores, die Mittellinie, den Anstoßkreis (auch Mittelkreis genannt), in dessen Zentrum sich der Anstoßpunkt befindet, die Strafstoß-Marke (auch Elfmeterpunkt) und den Teilkreis am Strafraum (Radius der Kreise: 9,15 Meter (ursprünglich: 10 Yards) um Anstoßpunkt und Strafstoßmarke), den Eck-Viertelkreis (Radius: 1 Meter), den Strafraum (auch als 16-Meter-Raum bezeichnet) und den Torraum. Zulässig und im höherklassigen Fußball Standard ist zudem eine Markierung, welche 9,15 Meter vom Viertelkreis im rechten Winkel zur Torlinie außerhalb des Spielfeldes angebracht wird, um die Einhaltung des vorgeschriebenen Abstandes beim Eckstoß besser überwachen zu können.
An jeder Ecke wird eine Fahne an einer Stange angebracht, die mindestens 1,50 Meter hoch ist und nicht spitz zuläuft. Eine solche Fahne kann an der Mittellinie auf jeder Seite des Spielfeldes aufgestellt werden, jedoch soll sie außerhalb des Spielfeldes und mindestens 1 Meter von der Seitenlinie entfernt stehen. Die Fahnen sollen „von lebhafter Farbe“ sein, üblich sind leuchtendes Rot und Gelb, einfarbig oder als Schachbrettmuster. Die Fahnenstangen sind zur Vermeidung von Verletzungen üblicherweise flexibel ausgeführt und stellen kein starres Hindernis dar. Führt Schneefall während des Spiels dazu, dass die Markierungen des Strafraums nicht erkennbar bleiben, so sind außerhalb des Feldes in 1 Meter Abstand zu Tor- und Seitenlinie acht Hilfsflaggen zur Kennzeichnung des Strafraums aufzustellen, und zwar dort, wo die Markierungslinien des Strafraums auf die Torlinien treffen und die Verlängerung der Strafraumlinien die Seitenlinien treffen würde. Stehen keine Hilfsflaggen zur Verfügung, können auch Hütchen verwendet werden.

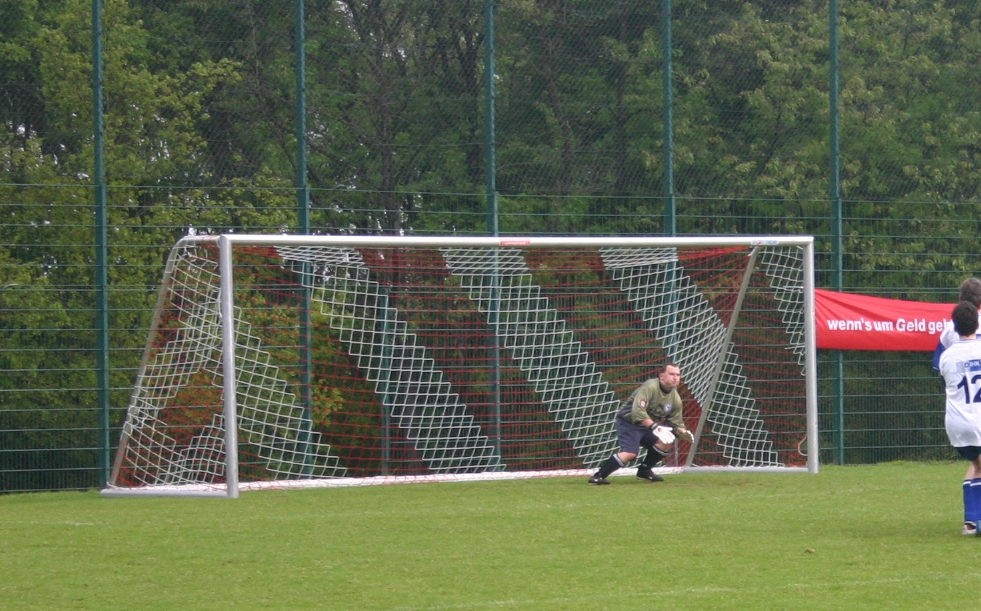
Fußballtor

In der Mitte der kurzen Seiten befindet sich je ein Tor. Es besteht aus zwei „Pfosten“, die durch eine „Querlatte“ verbunden sind. Anfangs waren sie aus Kantholz („…latte“) gefertigt, mit quadratischem Querschnitt. Wegen der Verletzungsgefahren und der Probleme mit dem Holzschutz sind sie heute allgemein aus Aluminium oder Kunststoff und besitzen einen ovalen oder runden Querschnitt. Die Pfosten sind ein Drittel der Querlattenbreite hoch: Der Abstand zwischen den Innenkanten der Pfosten beträgt 7,32 Meter (ursprünglich: 8 Yards). Die Unterkante der Querlatte hat einen Abstand von 2,44 Meter (ursprünglich: 8⁄3 Yards = 8 Fuß) zum Boden. Das Tor muss entweder fest im Boden verankert oder in geeigneter Weise (z. B. durch Gewichte) gegen Umfallen gesichert sein. Pfosten und Querlatte müssen silbern oder weiß gefärbt sein. Tore sind in der Regel mit Netzen versehen, die den Ball auffangen und einen Torerfolg anzeigen sollen. Die Befestigung der Netze ist so zu gestalten, dass ein stürzender Spieler sich nicht daran verletzen kann.
Das Spielfeld muss gut sichtbar sein. Nebel kann zu einer Spielunterbrechung oder sogar zu einem Spielabbruch führen. In den Fußballregeln findet sich keine genaue Anweisung, wann das Spiel wegen Nebels nicht fortgesetzt werden kann. Im DFB-Lehrbrief 60 heißt es hingegen, es sei eine „gängige Forderung, dass der Schiedsrichter ein Spiel nur fortsetzen darf, wenn er von Tor zu Tor gut sehen kann. Arbeitet er mit Assistenten, so muss der Schiedsrichter jederzeit in der Lage sein, deren Zeichen eindeutig zu erkennen, um sämtliche Entscheidungen ohne Behinderung treffen zu können.“ Wird die Sicht eingeschränkt, zum Beispiel als Folge von Feuerwerkskörpern oder Rauchbomben aus dem Publikum, unterbricht der Schiedsrichter das Spiel, wenn in angemessener Zeit eine Besserung der Sicht erwartet werden kann; andernfalls wird das Spiel abgebrochen. Wird ein Platz als Folge von Witterungseinflüssen unbespielbar, so soll der Schiedsrichter 30 Minuten warten, ob die Bespielbarkeit wiederhergestellt wird, es sei denn, es ist absehbar, dass dies nicht der Fall sein wird; besteht Grund zur Annahme, dass die Frist von einer halben Stunde nur unwesentlich überschritten wird, so soll der Schiedsrichter großzügig verfahren. Fällt bei einem Spiel unter Flutlicht die Beleuchtung aus, darf es deswegen erst nach frühestens 30 Minuten abgebrochen werden (ein Abbruch aus sonstigem Grund kann früher erfolgen), so dass innerhalb dieser halben Stunde versucht werden kann, die Beleuchtung wiederherzustellen. Gelingt dies, so ist das Spiel fortzusetzen. Wird der Schaden nur teilweise behoben, entscheidet der Schiedsrichter, ob das teilweise funktionsfähige Flutlicht ausreicht, um fortzusetzen, oder ob abgebrochen wird. Spiele auf unbeleuchteten Plätzen sind so zu terminieren, dass das Tageslicht auch bei einer eventuellen Verlängerung noch ausreicht.
Das Gefälle zwischen den beiden Torlinien ist in den Fußballregeln nicht reglementiert, hier gelten nur die baulichen Vorschriften und Normen, von denen es eine Vielzahl zu beachten gilt, in Deutschland insbesondere die verschiedenen Teile der DIN 18 035. Zum Zwecke der Entwässerung ist der Mittelpunkt oftmals der höchste Punkt des Feldes, zwischen Mittelpunkt und Torlinie können durchaus Höhenunterschiede von 60 bis 80 Zentimetern bestehen; die beiden Torlinien und die beiden Seitenlinien hingegen sind niveaugleich.

## Spielball

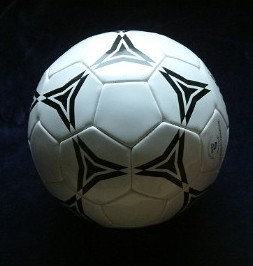
Fußball. Umfang: 68–70 cm; Gewicht: 410–450 g

Der Fußball ist kugelförmig und muss aus einem geeigneten Material bestehen. Traditionell wurde hierfür Leder benutzt. Seit der WM von 1986 hat sich allerdings ein zur Gänze synthetischer Fußball durchgesetzt. Die verwendeten Kunststoffe sind wasserdicht. Mögliche Nässe wird also nicht im und am Ball gesammelt, was ein großes Manko der ledernen Bälle darstellte. Des Weiteren zeichnen sich synthetische Bälle durch eine höhere Belastbarkeit aus, doch die wichtigste Eigenschaft neuerer Generationen von Kunststoffbällen ist ihre hohe Annäherung an eine echte Kugel. Dadurch erhöht sich die Schussgenauigkeit in einem sehr hohen Maße.
Ein Normball soll einen Umfang von 68 bis 70 Zentimeter besitzen, zwischen 410 und 450 Gramm schwer sein und einen Überdruck von 0,6 bis 1,1 bar aufweisen. Diese Größe wird auch als „Größe 5“ bezeichnet. Im Jugendfußball kommen teilweise leichtere (ab 290 Gramm) und kleinere Bälle („Größe 4“) zum Einsatz.
Wenn der Ball während des Spiels platzt oder aus anderen Gründen unspielbar wird, wird er auf Anweisung des Schiedsrichters ausgetauscht. Mit dem neuen Ball wird das Spiel dann mit einem Schiedsrichterball von der Stelle fortgesetzt, an der der Ball beschädigt wurde. Seit der Saison 2011/12 gilt, dass ein Strafstoß wiederholt wird, wenn der Ball bei dessen Ausführung platzt, bevor der Ball im Tor ist, Pfosten oder Latte trifft oder vom Torwart abgewehrt wird.
Früher wurde das Spiel nur mit einem Ball bestritten, der vor Spielbeginn vom Schiedsrichter geprüft wurde. Um das Spiel zu beschleunigen, ist es nun üblich, an den Seiten mehrere Bälle zu platzieren, die von Helfern (oft auch als Balljungen oder Ballkinder bezeichnet) sofort einem in der Nähe befindlichen Spieler zugeworfen werden, wenn der Spielball ins Aus geht; dabei wird unterschieden zwischen Seitenaus (bei der Seitenlinie) und Toraus (bei der Torlinie).
Ein Normball ist meist genäht. Bei der Europameisterschaft 2004 der Männer kam erstmals ein geklebter Ball (adidas Roteiro) zum Einsatz.

## Mannschaften

### Spieler

#### Anzahl
Beide Mannschaften müssen jeweils aus mindestens sieben und höchstens elf Spielern bestehen.
Bei Jugendmannschaften kann die Mindest- und Höchstzahl der Spieler kleiner sein (z. B. mindestens fünf und maximal sieben Spieler für Spiele auf dem Kleinfeld, und mindestens sechs und maximal neun Spieler für Spiele auf verkleinertem Großfeld, insbesondere bei „D9“). Außerdem gibt es Verbände, bei denen sich die Mannschaftsgröße nach der „Norweger-Regel“ richtet, das heißt, wenn eine Mannschaft mit weniger als der vorgesehenen Spielerzahl antritt, muss sich auch die andere Mannschaft entsprechend reduzieren (natürlich nur in vorher festgelegten Grenzen).
Durch Platzverweise (Rote oder Gelb-Rote Karte) sowie Verletzungen kann sich die Zahl der Spieler während des Spiels reduzieren. Hat eine Mannschaft weniger als sieben Spieler auf dem Platz, wird seit dem 1. Juni 2016 das Spiel bei der nächsten Unterbrechung nicht mehr fortgesetzt, lediglich ein Strafstoß ist noch durchzuführen. Ist die Unterschreitung der Mindestspielerzahl nur eine Folge von Verletzungsbehandlungen, so hat der Schiedsrichter den Mannschaftsführer der dezimierten Mannschaft zu fragen, ob wieder so viele Spieler am Spiel teilnehmen werden, dass die Mindestzahl wieder erreicht wird. Ist sie eine Folge eines Feldverweises auf Zeit, gelten alle auf Zeit des Feldes verwiesenen Spieler als am Spiel teilnehmend im Sinne der Mindestspielerzahl. In Deutschland galt zuvor die Regelung, dass der Schiedsrichter das Spiel auf Verlangen des Spielführers der dezimierten Mannschaft abbrechen konnte, wenn diese sich im Rückstand befand.

#### Besondere Rollen
Ein Spieler jeder Mannschaft ist der Torwart, dessen Kleidung sich farblich eindeutig von der der anderen Spieler und dem Schiedsrichter und seinen Assistenten unterscheiden muss. Es ist erlaubt, dass Feldspieler während des Spiels – in einer Spielunterbrechung – nach Absprache mit dem Schiedsrichter den Platz mit dem Torwart tauschen.
Jede Mannschaft muss einen durch eine Armbinde gekennzeichneten Spielführer haben, auch Mannschaftskapitän genannt. Er ist der Ansprechpartner des Schiedsrichters. Es handelt sich dabei meist um einen erfahrenen Spieler, der ein besonderes Vertrauen des Trainers genießt, er hat aus dieser Stellung aber keine Sonderrechte.

#### Wechsel
Bei offiziellen Wettbewerben dürfen seit der Spielzeit 2022/23 maximal fünf Spieler gewechselt werden. Zuvor waren es drei. Schon im Mai 2020 erlaubte die FIFA den Verbänden als Reaktion auf die besonderen Bedingungen während der Corona-Pandemie diese Regelung, die seitdem auch überwiegend Anwendung fand. Seit 2018 darf in der Verlängerung ein zusätzlicher Spieler ausgetauscht werden. In manchen Wettbewerben und Ligen sowie meist auch im Jugendbereich ist die Zahl der Auswechselspieler abweichend geregelt (häufig vier) und die erneute Einwechslung zulässig.

#### Ausrüstung
Jeder Spieler muss ein Trikot mit Ärmeln, eine kurze Hose, Stutzen, Schienbeinschoner und Schuhe tragen. Dabei müssen sich die Farben des Trikots und der Stutzen von denen der anderen Mannschaft unterscheiden.
Bei den Schuhen werden zwar häufig Exemplare mit Stollen, Noppen oder Nocken getragen, zwingend vorgeschrieben ist dies jedoch nicht. Lediglich „fest“ muss der Schuh sein, um Verletzungen nach Möglichkeit auszuschließen. Damit scheiden offene Schuhe wie etwa Sandalen aus, während „Straßenschuhe“ nicht beanstandet werden dürfen.
Schmuck muss während eines Spieles abgenommen werden, damit er für den Gegner und den Spieler selbst keine Gefahr darstellen kann. Es kann je nach Witterung mit lang- oder kurzärmligen Trikots und gegebenenfalls Handschuhen gespielt werden. Torwarte können zusätzlich spezielle Handschuhe tragen. Alle Spieler können Unterziehhosen tragen, die dann aber in der Farbe der Hose sein müssen, bei Torwarten werden lange Hosen in aller Regel akzeptiert, auch wenn dies unter Anlegung strenger Maßstäbe nicht regelkonform ist. Ebenfalls zulässig sind Kopftücher, die aber von der Art und Weise keine Verletzungsgefahr darstellen dürfen und die entweder schwarz oder in der Hauptfarbe des Trikots sein müssen.
Trikotfarben
Die Mitglieder der einzelnen Mannschaften müssen durch verschiedene Farben der Trikots unterschieden werden können. Im Profi-Bereich besitzt jede Mannschaft Heim- und Auswärtstrikots. Die Profi-Mannschaft, die bei der Bezeichnung der Spielpartie zuerst genannt wird, hat das Recht darauf, die Heimtrikots zu tragen. Befindet der Schiedsrichter die Heimfarben der Gäste als zu ähnlich, so müssen diese auf ihre Auswärtstrikots zurückgreifen. Lautet die Partie z. B. Deutschland – Argentinien, so müssen die Argentinier ihr dunkelblaues Auswärtstrikot tragen, da das hellblau-weiße Heimtrikot sonst zu schwer vom weißen deutschen Heimtrikot unterschieden werden kann. Bei Bundesligaspielen hat die Heimmannschaft das Recht, das Heimtrikot zu tragen. Als es diese Regelungen noch nicht gab, kam es gelegentlich zu Unterscheidungsproblemen, wie beispielsweise bei der WM 1934, als Österreich dann in den Trikots der neapolitanischen Mannschaft, in deren Stadion das Spiel stattfand, gegen Deutschland spielen musste.
Im Amateur-Bereich regeln die meisten Spielordnungen der Landesverbände, dass im Bedarfsfall die Heimmannschaft die Trikots zu wechseln oder mit Leibchen zu spielen hat. In den unteren Ligen reist die Auswärtsmannschaft meist nur mit einer Trikotgarnitur an, so dass sie de facto die Trikotwahl hat und die Heimmannschaft ein deutlich unterscheidbares Trikot wählen muss.
Bezüglich der Trikotfarbe der Torhüter gilt, dass diese sich von den Farben der Trikots der Feldspieler beider Mannschaften, der Trikotfarbe des gegnerischen Torhüters, der Farbe des Trikots des Schiedsrichters und auch seiner Assistenten deutlich unterscheiden muss. Stehen allerdings keine entsprechenden Torwarttrikots zur Verfügung, so soll der Schiedsrichter dies zulassen. So kommt es teilweise auch bei Bundesliga- oder internationalen Spielen vor, dass einer oder gar beide Torhüter die gleiche Trikotfarbe tragen wie das Schiedsrichtergespann.
Seitdem die Schiedsrichter nicht mehr nur schwarze, sondern auch farbige Trikots zur Auswahl haben, gibt es immer mehr Mannschaften, die mit Trikots und Hosen in schwarzer Grundfarbe auflaufen. Allerdings ist die Farbe Schwarz im Bereich des DFB noch immer den Schiedsrichtern vorbehalten, so dass im Zweifelsfall eine „schwarze“ Mannschaft die Trikots wechseln oder Leibchen tragen muss.

### Teamoffizielle
Jede Mannschaft kann Teamoffizielle benennen, die sich am Spielfeldrand aufhalten dürfen. Dies sind insbesondere die Trainer sowie medizinische und sonstige Betreuer.

## Leitung des Spiels

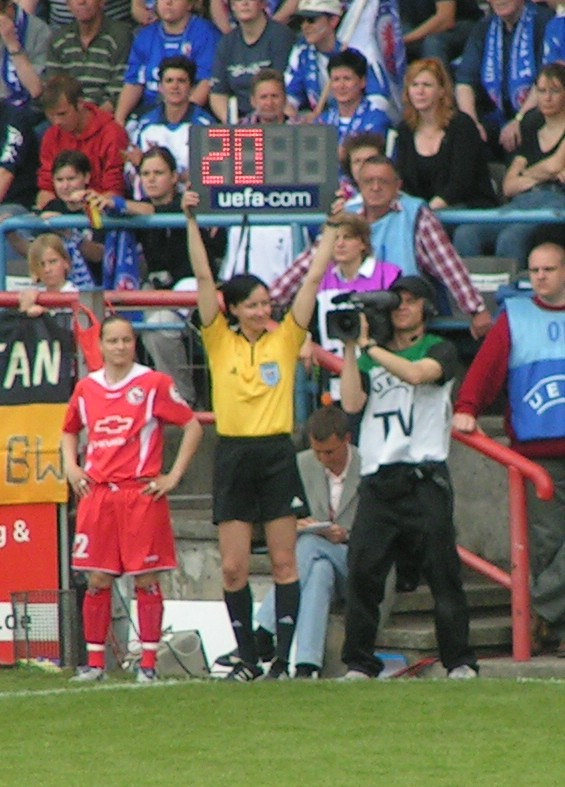
Die Vierte Offizielle zeigt eine Auswechslung an.

Ein oder mehrere Spieloffizielle werden eingesetzt, um das Spiel zu leiten und zu kontrollieren.

### Schiedsrichter
Jedes Spiel wird von einem Schiedsrichter geleitet, der die Einhaltung der Regeln überwacht. Er hat das Recht, den Spielablauf jederzeit zu unterbrechen, falls eine Regelverletzung stattgefunden hat. Seine Entscheidungen über Spielsituationen sind für beide Mannschaften bindend (sog. „Tatsachenentscheidung“). Er wird bei höherklassigen Spielen von zwei Schiedsrichterassistenten an den Seitenlinien des Spielfeldes unterstützt, die das Recht haben, den Schiedsrichter auf eine Regelübertretung hinzuweisen. Der Schiedsrichter darf eine einmal getroffene Entscheidung nur ändern, solange das Spiel nicht fortgesetzt wurde. Er berichtet der Liga oder dem Verband über das Spiel (Aufstellungen, Ergebnis, Disziplinarstrafen, besondere Vorkommnisse etc.).

### Weitere Spieloffizielle
Bis zu fünf weitere Spieloffizielle können zur Unterstützung des Schiedsrichters eingesetzt werden. So wird bei wichtigen internationalen Spielen (etwa WM, EM) und auch in der Bundesliga der sogenannte „Vierte Offizielle“, eingesetzt. Seine Aufgabe ist es, das Verhalten der Trainer, Betreuer und Ersatzspieler zu überwachen, Ein- und Auswechslungen abzuwickeln und die Nachspielzeit anzuzeigen. Bei der Fußball-Weltmeisterschaft 2006 gab es zusätzlich noch einen „fünften Offiziellen“.

### Video-Assistent
In vielen Wettbewerben wird inzwischen der Video-Assistent eingesetzt.

## Spielbeginn und -dauer
Vor dem Spiel lost der Schiedsrichter mit den Spielführern beider Mannschaften, vorzugsweise durch den Wurf einer Münze, aus, wer „Platzwahl“ (das Recht zu bestimmen, welche Spielfeldhälfte in der ersten Halbzeit die „eigene“ Hälfte sein wird) hat und wer den ersten Anstoß ausführt. Der durch das Los siegende Spielführer hat die Wahl, ob er sich auf eine Spielfeldhälfte festlegt oder den ersten Anstoß ausführt, die Mannschaft des unterlegenen Spielführers bekommt das jeweils andere zugesprochen.
Vor dem Anstoß müssen sich alle Spieler mit Ausnahme des Spielers, der den Anstoß ausführen wird, in ihrer jeweiligen Spielfeldhälfte befinden. Außer den Spielern der anstoßenden Mannschaft dürfen sich keine weiteren Spieler im Anstoßkreis befinden.
Das Spiel ist in zwei Halbzeiten mit einer Pause von maximal 15 Minuten aufgeteilt. Zu Beginn der zweiten Halbzeit tauschen beide Mannschaften die Spielfeldseiten. Der Schiedsrichter kann aufgrund von Spielunterbrechungen nach Ende der regulären Spielzeit eine entsprechende Nachspielzeit bestimmen. Die reguläre Spielzeit beträgt im Erwachsenenbereich 2 × 45 Minuten. Für Jugendliche, Senioren (über 35) und Behinderte kann die Spielzeit von der Regelspielzeit abweichen. Dabei gelten in Deutschland folgende Vorgaben:
- ab A-Jugend 2 × 45 Minuten
- B-Jugend 2 × 40 Minuten
- C-Jugend 2 × 35 Minuten
- D-Jugend 2 × 30 Minuten – auf verkleinertem Großfeld (Strafraum zu Strafraum) oder Kleinfeld (abhängig von Verband und Spielklasse), übergangsweise war bis einschließlich Saison 2011/12 auch noch Großfeld zulässig
- E-Jugend 2 × 25 Minuten – auf Kleinfeld
- F-Jugend 2 × 20 Minuten – auf Kleinfeld
- G-Jugend 2 × 20 Minuten – auf Kleinfeld

Zudem ist bei Spielen die Zahl der Spieler auf Kleinfeld (meist 7) und verkleinertem Großfeld (regelmäßig 9) reduziert.
Seit einiger Zeit kommt in einer zunehmenden Zahl von deutschen Landesverbänden im Jugendbereich die „Norweger-Regel“ zum Einsatz. Das bedeutet, dass beispielsweise in einer Liga Mannschaften mit elf Spielern ebenso spielen wie Mannschaften, die nur neun Spieler aufweisen. In diesem Fall muss sich die Mannschaft mit der größeren Spielerzahl entsprechend reduzieren, zudem wird die Spielfeldgröße angepasst (7er-Mannschaften Kleinfeld, 9er-Mannschaften verkleinertes Großfeld).
In der Schweiz hingegen gelten folgende Vorgaben:
- ab B-Junioren 2 × 45 Minuten
- C-Junioren 2 × 40 Minuten
- D-Junioren spielen 2 × 35–40 Minuten – auf Kleinfeld 9er
- E-Junioren spielen variierend 20–35 Minuten. An 2-stündigen sog. (4-5er Turnieren) – auf Kleinfeld 7er (regional bestimmt)
- F-Junioren spielen variierend 20–30 Minuten. An 2-stündigen sog. (4-5er Turnieren) – auf Kleinfeld 7er (regional bestimmt)

In Österreich wird so gespielt:
- ab U16: 2 × 45 Minuten
- U15: 2 × 40 Minuten
- U13: 2 × 35 Minuten
- U11/U12: 2 × 30 Minuten
- U9/U10: 2 × 25 Minuten
- U8: Gesamt-Turnier-Spieldauer 60 Minuten

Eine geschlechtsspezifische Unterscheidung der Spielzeiten gibt es nicht mehr.

## Spielfortsetzungen
Es gibt verschiedene Formen der Spielfortsetzung. Welche anzuwenden ist, hängt davon ab, was zur Spielunterbrechung geführt hat. Für alle Spielfortsetzungen außer dem Schiedsrichter-Ball gilt, dass der Ball von dem Ausführenden erst dann wieder berührt werden darf, wenn ein beliebiger anderer Spieler den Ball berührt hat.

### Anstoß
Nach jedem gültigen Tor, zu Beginn der ersten und zweiten Halbzeit sowie zu Beginn der Halbzeiten von Verlängerungen wird das Spiel mit einem Anstoß fortgesetzt. Hierzu liegt der Ball auf dem Anstoßpunkt in der Mitte des Spielfeldes und darf erst gespielt werden, wenn der Schiedsrichter den Ball durch einen Pfiff freigegeben hat. Alle Spieler müssen sich in ihrer jeweiligen Spielfeldhälfte befinden, zusätzlich darf der Kreis um den Anstoßpunkt von den Spielern der Mannschaft, die nicht den Anstoß ausführt, erst betreten werden, wenn der Ball im Spiel ist.
Der Ball ist im Spiel, sobald er sich sichtbar bewegt. Der ausführende Spieler darf den Ball erst wieder berühren, wenn er von einem anderen Spieler berührt wurde. Seit Juni 2016 muss der Anstoß nicht mehr „nach vorne“ ausgeführt werden.

### Einwurf
Verlässt der Ball das Spielfeld über eine der Seitenlinien, so wird das Spiel mit einem Einwurf für die Mannschaft fortgesetzt, deren Gegner den Ball vor der Überschreitung der Seitenlinie zuletzt berührt hatte. Beim Einwurf muss der Spieler mit beiden Füßen hinter oder auf der Seitenlinie stehen und den Ball mit beiden Händen von hinter dem Kopf kommend werfen. Verstößt der Einwerfende gegen diese Regel, so gilt der Einwurf als falsch und der Gegner bekommt den Ball zugesprochen und muss nun seinerseits den Einwurf ausführen. Beim Einwurf darf sich kein Gegenspieler dem Einwerfenden so nähern, dass ein Abstand von zwei Metern unterschritten wird; kommt es dennoch zu einer Unterschreitung des Abstandes, so ist das Spiel mit einem indirekten Freistoß fortzusetzen, außerdem ist der Spieler zu verwarnen. Wurde der Einwurf nicht regelkonform durchgeführt, so ist der Ball nicht im Spiel, daher kann in keinem Fall auf „Vorteil“ für die andere Mannschaft entschieden werden. Durch einen Einwurf kann direkt kein Tor erzielt werden. Geht der Ball dennoch vom Einwerfenden unmittelbar ins Tor, so wird je nach Fallkonstellation das Spiel mit Abstoß oder Eckstoß fortgesetzt.

### Abstoß
Wird der Ball von einem Spieler der angreifenden Mannschaft außerhalb des Tores über die Torlinie der verteidigenden Mannschaft geschossen, wird das Spiel mit einem Abstoß fortgesetzt. Dazu ist der Ball an eine beliebige Stelle innerhalb des Torraumes zu legen. Der Ball ist im Spiel, wenn der Ball berührt wurde und sich bewegt. Alle gegnerischen Spieler müssen zum Abstoß den Strafraum verlassen.

### Eckstoß
Wenn ein verteidigender Spieler den Ball zuletzt berührt hat, bevor dieser die eigene Torlinie überschritten hat, ohne dabei ins Tor zu gelangen, so wird das Spiel mit einem Eckstoß (volkstümlich auch Eckball, engl. Corner) fortgesetzt. Dazu wird der Ball in den durch einen Viertelkreis markierten Bereich in der Ecke des Spielfeldes gelegt, die dem Ort des Verlassens des Spielfeldes durch den Ball am nächsten liegt. Beim Eckstoß darf kein verteidigender Spieler dem Viertelkreis um die Eckfahne näher kommen als 9,15 Meter. Dieser Abstand kann an der Tor- und Seitenlinie außerhalb des Spielfeldes mit einem kurzen Strich markiert werden. Der Ball ist auch hier erst wieder im Spiel, wenn er sich sichtbar bewegt hat.

### Freistoß

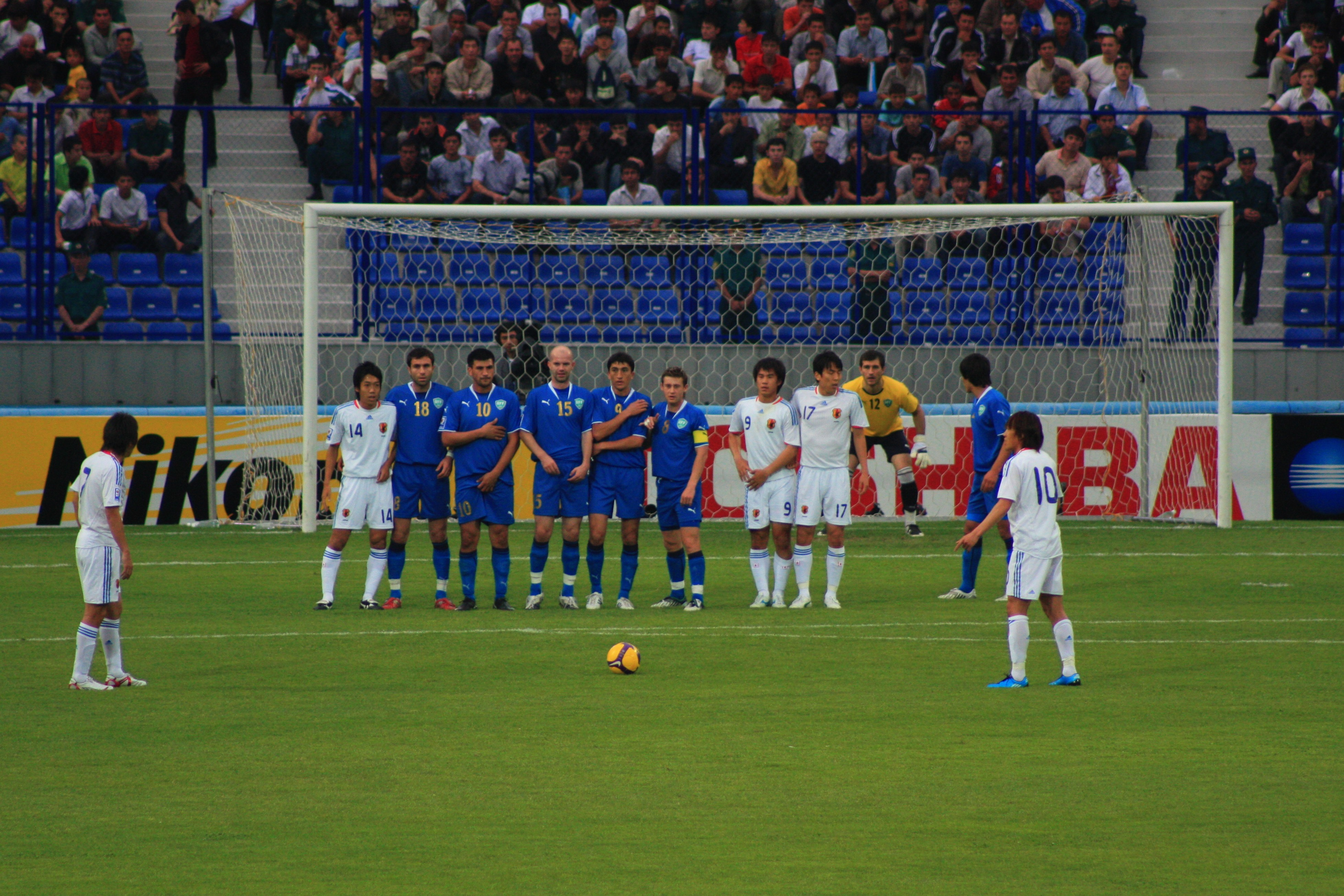
Freistoß in Strafraumnähe. Für Japan (weiß) stehen Nakamura (10) und Endo (7) zum Schuss bereit. Usbekistan (blau) hat eine Mauer aus fünf Spielern gebildet, die die linke Torseite abdecken soll, während Torwart Nesterov (12, gelb) für die rechte Seite zuständig ist.

Der Freistoß kennt die Varianten der direkten und der indirekten Ausführung sowie die Sonderform des Strafstoßes. Ein Freistoß oder ein Strafstoß wird verhängt, wenn eine Regelübertretung vorliegt und der Schiedsrichter nicht die Vorteilsbestimmung anwendet. Welche Variante zur Anwendung kommt, hängt von der Art der Regelübertretung ab. In allen Fällen müssen die Gegenspieler einen Mindestabstand von 9,15 Meter zum Ball einhalten, bis dieser wieder im Spiel ist. Der Ball muss vor der Ausführung ruhen und ist erst wieder im Spiel, wenn er sich bewegt, eine reine Berührung reicht nicht aus.
Bei Freistößen aus dem eigenen Strafraum ist der Ball erst im Spiel, wenn er den Strafraum verlassen und dabei das übrige Spielfeld erreicht oder durchquert hat. Bei jenen im Strafraum gegen die verteidigende Mannschaft (das sind praktisch nur indirekte Freistöße) gilt die Regel: Beträgt die Distanz zur Torlinie der Verteidiger weniger als 9,15 Meter, so dürfen die Verteidiger im Bereich des Tores auch auf der Torlinie stehen.
Seit Juni 2016 werden direkte Freistöße und Strafstöße auch bei Eingriffen von Auswechselspielern, Teamoffiziellen und des Feldes verwiesener Spieler verhängt.

#### Direkter Freistoß
Die Fälle, in denen ein direkter Freistoß zu verhängen ist, sind in der Regel 12 abschließend aufgezählt. Dies sind im Wesentlichen Foulspiele sowie die unerlaubte Berührung des Balles mit der Hand. Sofern ein Spieler der verteidigenden Mannschaft eine solche Regelübertretung im eigenen Strafraum begeht, ist auf Strafstoß zu entscheiden. Aus einem direkten Freistoß kann unmittelbar ein Tor erzielt werden, bezüglich des Freistoßortes und der Abstände gelten dieselben Bedingungen wie beim indirekten Freistoß. Gelangt der Ball aus einem direkten Freistoß ohne weitere Berührung durch einen anderen Spieler in das Tor der ausführenden Mannschaft, so wird das Tor entsprechend dem allgemeinen Regelgrundsatz, dass aus einem Vorteil (= Freistoß) unmittelbar kein Nachteil (= Tor gegen eigene Mannschaft) werden darf, nicht anerkannt und das Spiel mit einem Eckstoß für die andere Mannschaft fortgesetzt.

#### Indirekter Freistoß

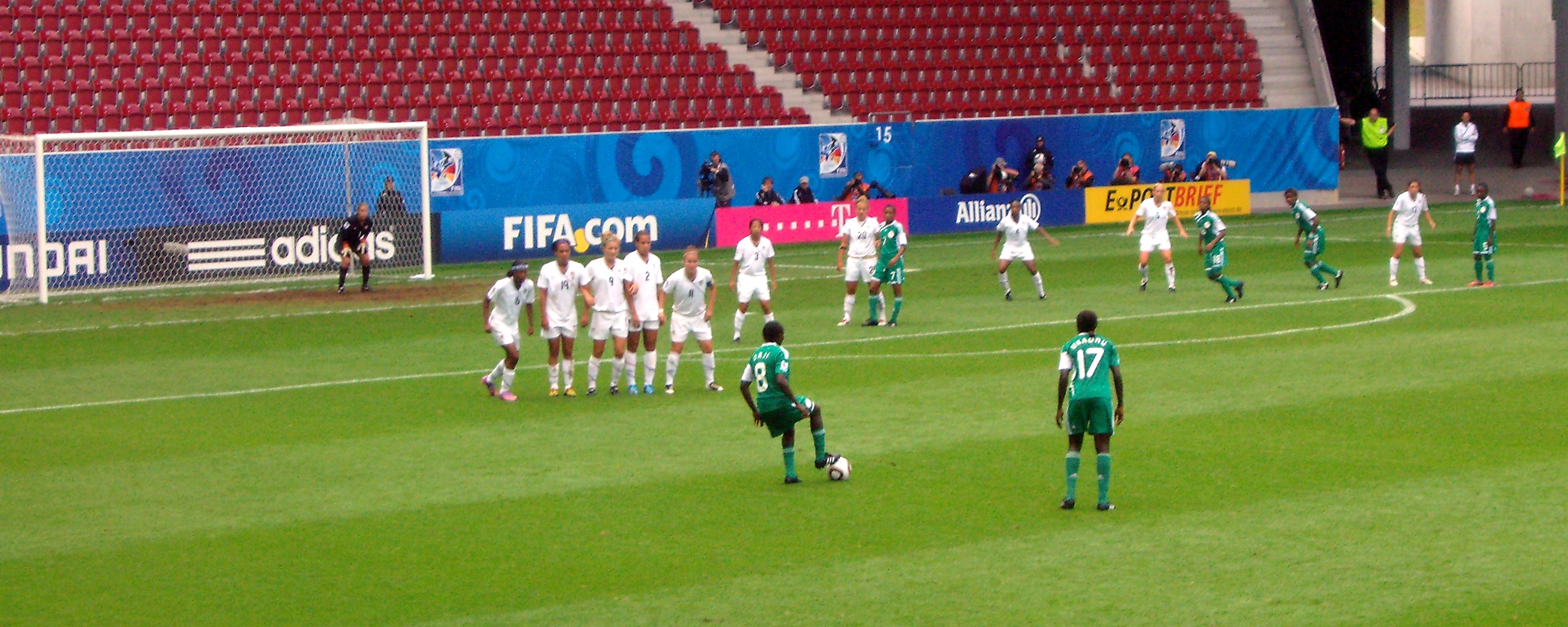
Ebere Orji (8) führt im Frauen-U-20-WM-Spiel USA – Nigeria einen indirekten Freistoß aus, den Helen Ukaonu (17) mit einem Schuss in die linke obere Torecke zum 1:1 verwandelt.

Der indirekte Freistoß wird in allen Fällen verhängt, wenn eine Regelübertretung vorliegt, die nicht mit einem direkten Freistoß oder Strafstoß zu ahnden ist. Dies sind in erster Linie eine zu ahndende Abseitsstellung, gefährliches Spiel, Verstöße gegen die Rückpassregel und unsportliches Verhalten. Der indirekte Freistoß wird dort ausgeführt, wo die Regelübertretung stattfand (ein spezieller Ausnahmefall nach den ab 1. Juni 2016 geltenden Regeln ist in der Abseitsregel enthalten, wo es sogar einen indirekten Freistoß in der eigenen Spielhälfte geben kann, wenn der im Abseits gestandene Spieler dorthin zurückgeeilt ist), wobei bei einem Verstoß im Torraum die Ausführung an die am nächsten liegende Stelle der Torraumbegrenzung verlegt wird. Aus einem indirekten Freistoß kann kein Tor erzielt werden (er muss immer von einem zweiten Spieler berührt worden sein). Geht der Ball dennoch direkt ins Tor, wird auf Abstoß oder (bei einem Eigentor) auf Eckstoß entschieden. Der Schiedsrichter signalisiert den indirekten Freistoß durch einen senkrecht nach oben gestreckten Arm, wobei er diesen so lange gehoben lassen soll, bis ein zweiter Spieler den Ball berührt, der Ball das Spielfeld verlassen hat oder das Spiel aus einem anderen Grund unterbrochen oder beendet wurde.

#### Strafstoß
Der Strafstoß (auch Elfmeter oder Penalty genannt) wird immer dann verhängt, wenn eine Regelübertretung, die zu einem direkten Freistoß geführt hätte, durch einen verteidigenden Spieler im eigenen Strafraum erfolgt. Er unterscheidet sich von einem direkten Freistoß vor allem durch den festgelegten Punkt der Ausführung und die besonderen Regularien.

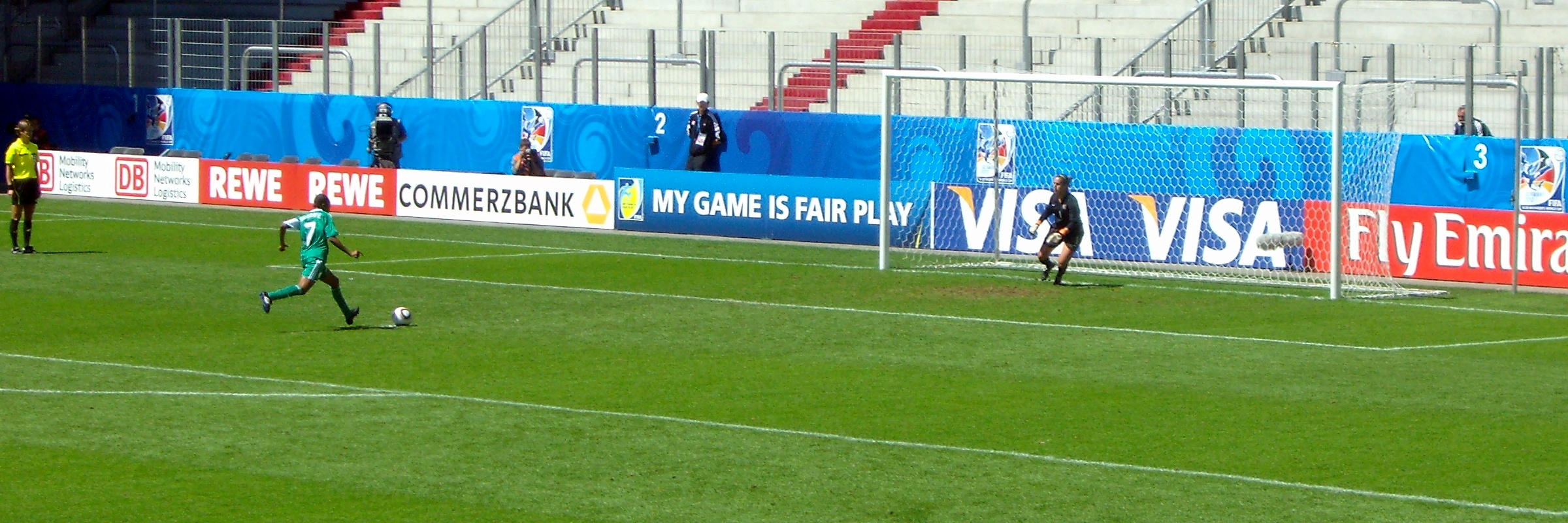
Torhüterin Bianca Henninger verließ bei zwei Strafstoß-Versuchen Esther Sundays im Elfmeterschießen des U-20-WM-Spiels USA – Nigeria die Torlinie, die Schiedsrichterin ließ beide Male wiederholen, Sunday konnte nach zwei vergebenen Chancen den dritten Elfmeter verwandeln.

Beim Strafstoß wird der Ball auf die Strafstoßmarke (den Elfmeterpunkt) gelegt. Der Torwart der verteidigenden Mannschaft muss sich innerhalb des Tores befinden und in Richtung des Schützen blicken. Bis zu dem Moment, in dem sich der Ball bewegt, muss er zudem die Torlinie mit mindestens einem Fuß berühren. Bis auf den Schützen der angreifenden Mannschaft müssen alle Spieler mindestens 9,15 Meter vom Ball entfernt bleiben, bis der Ball im Spiel ist (zur Markierung dieses Abstandes dient der Teilkreis am Strafraum). Außerdem darf kein Spieler der Torlinie näher sein als der Ball. Der Strafstoß muss durch einen Pfiff des Schiedsrichters freigegeben werden. Der Ball muss vom Schützen nach vorne gestoßen werden, jedoch nicht zwingend auf das Tor, so dass auch ein Pass in seitlicher Richtung erlaubt ist, wenn dieser zugleich in Richtung Torlinie geht. Der Ball ist im Spiel, wenn er sich bewegt. Platzt der Ball während der Ausführung des Strafstoßes, wird der Strafstoß wiederholt.
Besonderheiten: Ein Strafstoß wird auch dann noch ausgeführt, wenn nach seiner Verhängung und vor der Ausführung die Spielzeit abgelaufen ist. In dieser Sondersituation ist das Spiel mit der Erzielung der Wirkung des Strafstoßes beendet, ein Nachschuss ist nicht mehr möglich. Die Wirkung des Strafstoßes wird erreicht, wenn der Ball im Tor ist, das Spielfeld verlassen hat oder vom Torwart so abgewehrt wurde oder aber vom Tor so abgeprallt ist, dass daraus ohne weiteres Zutun kein Tor mehr entstehen kann. Im Bereich der Wirkung des Strafstoßes liegt es daher noch, wenn der Ball zunächst abprallt oder abgewehrt wird, in der Folge aber beispielsweise durch Kontakt mit dem Boden oder dem Torwart doch noch ins Tor geht.
Die Regeln für die Durchführung eines Strafstoßes gelten weitestgehend auch beim Elfmeterschießen.

### Schiedsrichterball
Unterbricht der Schiedsrichter das Spiel und sieht das Regelwerk keine andere Spielfortsetzung vor, so ist das Spiel mit einem Schiedsrichterball fortzusetzen. Die häufigsten Fälle sind dabei die Verletzung eines Spielers, die der Schiedsrichter als ernsthaft und sofort behandlungsbedürftig ansieht, Einflüsse von außen (z. B. Dritte, die nicht Teamoffizielle sind, oder Gegenstände auf dem Feld), der Irrtum des Schiedsrichters sowie Regelübertretungen, die aufgrund der Regeln nicht mit einer Spielstrafe (Freistoß oder Strafstoß) geahndet werden können. Außerdem ist das Spiel zu unterbrechen und mit Schiedsrichterball fortzusetzen, wenn der Schiedsrichter oder ein anderer Spieloffizieller den Ball berührt und dadurch der Ball ins Tor geht, der Ballbesitz zur anderen Mannschaft wechselt oder ein aussichtsreicher Angriff eingeleitet wird; die vorherige Regelung, dass der Schiedsrichter und seine Assistenten „Luft“ sind, also ein Ballkontakt mit ihnen folgenlos bleibt, ist damit aufgehoben.
Zur Ausführung des Schiedsrichterballs nimmt der Schiedsrichter den Ball in die Hand, hebt ihn auf Brusthöhe und lässt ihn fallen. Der Ball ist wieder im Spiel, sobald er den Boden berührt. Wird der Ball vor dem Bodenkontakt von einem Spieler berührt, so ist der Schiedsrichterball zu wiederholen. Bei der Ausführung des Schiedsrichterballes darf nur ein Spieler teilnehmen, der aus der Mannschaft kommen muss, welche zuletzt im Ballbesitz war, im eigenen Strafraum muss das zwingend der Torwart sein. Alle anderen Spieler beider Mannschaften müssen sich mindestens vier Meter vom Ausführungsort entfernen. Im Gegensatz zu den anderen Spielfortsetzungen darf der Ball aber vom selben Spieler mehrfach berührt werden, auch ohne dass ein anderer Spieler den Ball berührt hat.
Aus einem Schiedsrichterball darf direkt kein Tor erzielt werden, zusätzlich muss der Ball von mindestens zwei Spielern berührt worden sein.

## Schutzhand
Als besondere Variante gestatten viele Verbände im Frauenfußball den Schutz der Brust durch die eigenen Hände oder Arme. Obwohl dies nach dem Regelwerk ein Handspiel aufgrund der unnatürlichen Handhaltung darstellt und entsprechend (direkter Freistoß oder Strafstoß) zu ahnden wäre, gilt dies als erlaubte Spielweise, sofern es sich um den reinen Schutz handelt und der Ball damit nicht gespielt wird. Im Volksmund heißt diese besondere Bestimmung „Schutzhand“.

## Regelübertretungen
Verstößt ein Spieler gegen die Spielregeln, unterbricht der Schiedsrichter das Spiel. Die Spielfortsetzung hängt von der Art der Regelübertretung ab. Entsprechend den Spielregeln sollte der Schiedsrichter zusätzlich eine Verwarnung (Gelbe Karte) oder einen Platzverweis (Rote Karte) aussprechen. Die zweite Verwarnung für denselben Spieler in einem Spiel führt zur Gelb-Roten Karte, einige Verbände kennen stattdessen oder auch zusätzlich eine Zeitstrafe (insbesondere im Jugendbereich). Für technische Vergehen (beispielsweise Abseitsstellung oder falschen Einwurf) kann es keine persönlichen Strafen gegen den Spieler geben.

### Abseits

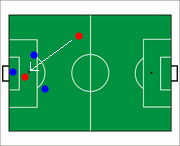
Abseits-Situation

Als komplizierteste Regel im Fußball gilt die Abseitsregel. Eine Abseitssituation liegt vor, wenn sich ein angreifender Spieler bei einem Pass eines Mitspielers im Moment der Ballabgabe
- in der gegnerischen Hälfte befindet,
- der gegnerischen Torlinie (siehe Abschnitt Spielfeld) näher ist als der Ball und
- der gegnerischen Torlinie mit einem für eine Torerzielung geeigneten Körperteil (nicht Arm oder Hand) näher ist als der vorletzte verteidigende Spieler

sowie im weiteren Spielverlauf aktiv in das Spielgeschehen eingreift.
Der reine Aufenthalt in einer Abseitsstellung ist heute nicht mehr regelwidrig, hier wird volkstümlich auch noch immer vom „passiven Abseits“ gesprochen, obwohl das Regelwerk nur zwischen „Abseits“ und „kein Abseits“ unterscheidet. Der an sich nicht regelwidrige Aufenthalt in einer Abseitsstellung wird aber dann zur Regelübertretung, wenn ein Spieler aktiv in das Spiel eingreift. Seit der letzten Regeländerung muss sich der Spieler aktiv um den Ball bemühen, z. B. durch Teilnahme an einem Zweikampf um den Ball. Falls mehrere angreifende Spieler die Chance haben, den nach vorne gespielten Ball zu erreichen und sich im Moment der Ballabgabe nicht alle in Abseitsstellung befanden, so muss der Schiedsrichter abwarten, wer den Ball annimmt, um die Abseitsentscheidung treffen zu können. Gleichfalls relevant ist es, wenn ein Spieler versucht, seinen Gegner zu irritieren oder wenn er mit diesem einen Zweikampf aufnimmt. Zulässig und nicht zu ahnden ist jedoch, wenn der Spieler lediglich versucht, eine günstigere Position zu erreichen, ohne sich dabei jedoch um den Ball zu bemühen.
Eine ansonsten nicht zu ahndende Abseitsstellung kann dennoch ohne weitere Aktion des Spielers regelwidrig sein oder werden, wenn der Spieler dem gegnerischen Torwart die Sicht versperrt (gilt als Eingriff) oder der Ball durch einen Abprall des Balls vom Torpfosten oder der unmittelbaren Abwehr eines Torschusses zu diesem Spieler gelangt.
Eine Abseitsstellung liegt immer solange vor, bis sich eine „neue Spielsituation“ ergeben hat. Als neue Spielsituation gilt dabei jeder Ballkontakt der angreifenden Mannschaft sowie jeder Ballkontakt der verteidigenden Mannschaft, mit welchen der Ball kontrolliert gespielt wurde oder werden sollte – unabhängig vom Erfolg des Versuchs, nicht jedoch Ballkontakte wie etwa reine Abpraller oder unmittelbare Torabwehraktionen.
„Aktives“ Abseits wird mit einem indirekten Freistoß für die verteidigende Mannschaft geahndet am Ort des Vergehens.
Bei Einwurf, Eckstoß und einem Abstoß sowie in der eigenen Spielfeldhälfte gibt es keine Abseitsstellung.
Ein Tor, welches während einer Abseitssituation erzielt wird, ist ungültig. Falls der Schuss nach dem Abseitspfiff abgegeben wurde, kann der Spieler wegen Verzögerung des Spiels mit der Gelben Karte verwarnt oder des Platzes verwiesen werden.

### Rückpass
Ein „Rückpass“ liegt – unabhängig von der Spielrichtung des Balles – vor, wenn ein Spieler den Ball kontrolliert per Fuß oder durch einen Einwurf zum Torwart der eigenen Mannschaft befördert. Der Torwart darf diesen Ball dann nicht mit der Hand berühren, anderenfalls ist auf indirekten Freistoß am Ort des Handkontaktes zu erkennen oder bei Kontakt im Torraum an der nächstliegenden Torraumgrenze. Ein unkontrolliertes Zuspiel oder ein Zuspiel mit einem anderen Körperteil, welches den Ball berühren darf – meistens mit dem Kopf – ist hingegen erlaubt, außer die Regel soll damit umgangen werden.

### Vorteilsbestimmung

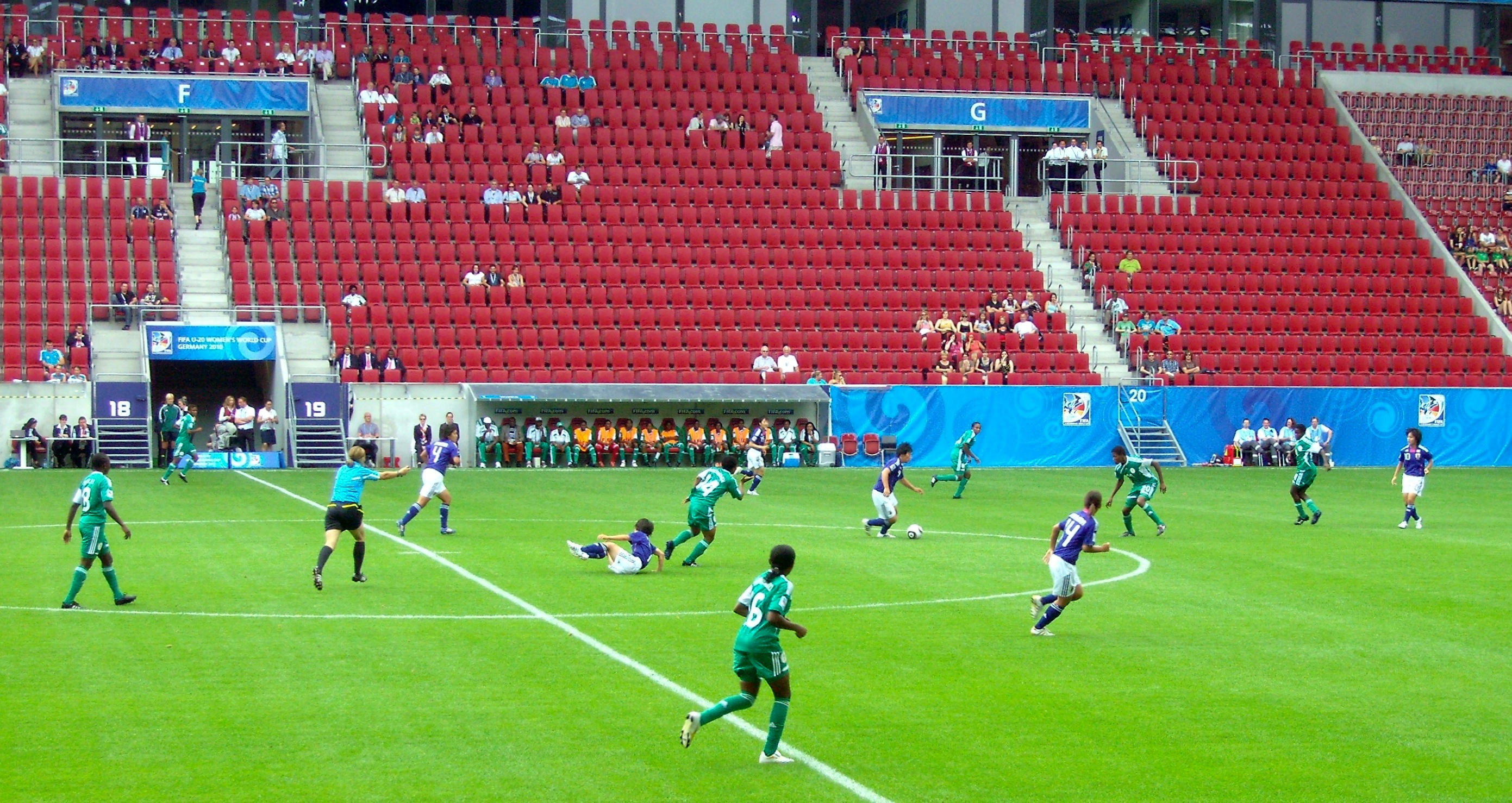
Die Schiedsrichterin (in Türkis) zeigt nach einem Foul an einer japanischen Spielerin (in Blau) Vorteil an, da Japan weiter im Ballbesitz ist.

Der Schiedsrichter soll bei einem gegen eine Mannschaft gerichteten Vergehen das Spiel weiterlaufen lassen, wenn daraus gegenüber der Spielunterbrechung, die durch Ahndung des Vergehens gemäß den Regeln entstünde, ein größerer Vorteil für diese Mannschaft zu erwarten ist („Vorteilsbestimmung“) als durch die Spielstrafe (Freistoß bzw. Strafstoß). Wenn sich der erwartete Vorteil nach einigen Sekunden nicht ergibt, kann der Schiedsrichter das Vergehen nachträglich doch noch ahnden, soweit sich keine neue Spielsituation ergeben hat. Dabei hat der Schiedsrichter auch weitere Faktoren zu berücksichtigen, z. B. ob ein Spieler auf Dauer des Feldes zu verweisen wäre.
Lässt der Schiedsrichter das Spiel jedoch unter Anwendung der Vorteilsbestimmung weiterlaufen, so sind eventuell auszusprechende persönliche Strafen (Verwarnung oder Feldverweis) für das Vergehen während der nächsten Spielunterbrechung zu verhängen.
Auch bei einer Regelübertretung, die einen Feldverweis zur Folge hat, kann ein Vorteil gewährt werden, um eine klare Torchance zuzulassen. Seit Juni 2016 ist das Spiel aber zu unterbrechen, wenn der betreffende Spieler in Ballbesitz kommt, und mit einem indirekten Freistoß für die andere Mannschaft fortzusetzen, nachdem der Feldverweis ausgesprochen wurde. Eine weitere Vorteilsbestimmung trat ebenfalls in Kraft: Wenn Einwechsel- oder ausgewechselte Spieler, Teamoffizielle oder des Feldes verwiesene Spieler in das Spiel eingreifen, der Ball aber trotzdem ins eigene Tor geht, wird der Treffer anerkannt.

### Disziplinarstrafen (Verwarnungen und Platzverweise)
Der Schiedsrichter muss („Pflichtverwarnung“) oder kann eine Verwarnung wegen bestimmter Regelübertretungen aussprechen. Dies zeigt er durch die Gelbe Karte an. Gründe hierfür sind insbesondere
- Unsportlichkeit (z. B. auch Benutzung eines Tricks, um die Rückpassregel zu umgehen), Vortäuschen eines Fouls durch den Gegner („Schwalbe“) oder auch „übertriebener Torjubel“ (etwa Trikot über den Kopf ziehen oder den Kopf/das Gesicht mit einer Maske bedecken, Klettern auf den Zaun, aber auch provozierender Torjubel), verbales Ablenken eines Gegenspielers und allgemein verbale Entgleisungen, auch Vergehen bei Strafstoß-Ausführungen wie zu frühes Vorwärtsbewegen durch den Tormann, nicht erlaubtes Abstoppen bei der Ausführung oder Ausführung durch einen anderen Spieler als den, der dem Schiedsrichter bekannt gegeben wurde (alles Pflichtverwarnungen)
- wiederholte Verstöße gegen die Spielregeln (allerdings nicht für technische Vergehen wie Abseits oder falschen Einwurf) – fakultative Verwarnung
- absichtliche Verzögerung des Spiels, um der eigenen Mannschaft einen Vorteil zu verschaffen („Zeitspiel“), darunter fallen vor allem das Verzögern eines zugesprochenen Freistoßes, Einwurfs etc. und das Ballwegschießen nach dem Pfiff des Schiedsrichters (alles Pflichtverwarnungen)
- Nichteinhaltung des Abstandes zum Ball oder ausführenden Spieler bei einer Standardsituation (Eckstoß, Freistoß, Einwurf) – prinzipiell Pflichtverwarnungen, allerdings mit Ausnahmesituationen
- Kritik am Schiedsrichter („Meckern“) und diverse andere Insubordinationen (Nichtbefolgung von Anweisungen durch den Schiedsrichter, z. B. Korrektur der Ausrüstung, Entfernen eines Schmuckstückes) – im Regelfall fakultative Verwarnungen
- Foul mit dem Ziel, den Spielaufbau des Gegners zu stören oder selbst aus der Spielunterbrechung Nutzen zu ziehen („taktisches Foul“) – Pflichtverwarnung
- Betreten des Spielfelds ohne Erlaubnis (z. B. nach Verletzungsbehandlung) – Pflichtverwarnung

Bei schweren Regelübertretungen kann der Schiedsrichter den Spieler auch auf Dauer des Platzes verweisen (Rote Karte). Gründe für einen Platzverweis sind
- grobes Foul, bei dem der Foulende eine Verletzung des Gegners zumindest billigend in Kauf nimmt,
- gewaltsames Spiel,
- Tätlichkeiten (direkte körperliche Attacke, indirekte Attacke, z. B. durch Wurf des Balles oder eines Gegenstandes, aber auch anspucken), wobei auch der Versuch bestraft wird,
- Notbremse (regeltechnisch als „Verhinderung einer Torchance“ bezeichnet), dazu zählt neben den diversen Foulspielen auch das Handspiel. Bei Fouls, die mit einem Strafstoß geahndet werden, die „im Kampf um den Ball“ erfolgen und nicht aus anderen Gründen (siehe vorhergehende Gründe) zu einem Feldverweis auf Dauer führen, ist seit der Regeländerung zum 1. Juni 2016 nur noch eine Verwarnung auszusprechen und
- disziplinarische Gründe (grobe Beleidigung des Schiedsrichters oder eines Spieloffiziellen, Gegners, Mitspielers, eigenen oder gegnerischen Teamoffiziellen oder anderer Personen, z. B. des Publikums).

Für den Fall, dass ein Spieler die Rote Karte gezeigt bekommt, muss er sofort das Spielfeld und den Innenraum verlassen, ein weiterer Aufenthalt bei den Ersatzbänken ist nicht erlaubt. Er darf allerdings auf den Zuschauerrängen Platz nehmen.
Zu einem Platzverweis führt auch, wenn ein Spieler zum zweiten Mal in einem Spiel eine Gelbe Karte gezeigt bekommt, diese zieht dann einen Ausschluss durch eine Gelb-Rote Karte nach sich.
Einem Platzverweis mit der Roten Karte folgen regelmäßig auch sportrechtliche Konsequenzen (Geldstrafe, Sperre), während eine Gelb-Rote Karte für den Spieler in den meisten Fällen außer dem vorzeitigen Spielausschluss keine weiteren Konsequenzen nach sich zieht. In vielen Landesverbänden führt eine Gelb-Rote Karte zur Sperre für ein Pflichtspiel im selben Wettbewerb. In einigen Wettbewerben werden auch die Verwarnungen gezählt, eine gewisse Zahl von Verwarnungen führt dann ebenso zu einer Sperre für ein Pflichtspiel im selben Wettbewerb.
Gelbe und Rote Karten können nur während der unmittelbaren Disziplinargewalt des Schiedsrichters (vom Betreten des Platzes zur Platzkontrolle vor dem Spiel bis zum Verlassen des Platzes nach dem Schlusspfiff nach dem Spiel) gezeigt werden. Der Schiedsrichter soll diese allerdings nur auf dem Spielfeld zeigen, während Verwarnungen und Verweise außerhalb des Spielfeldes im Regelfall mündlich ausgesprochen werden. Vor dem Spiel ausgesprochene Feldverweise führen dazu, dass der Spieler nicht am Spiel teilnehmen darf, die Spielerzahl sowie die Zahl der möglichen Auswechslungen bleibt aber unverändert. Eine vor dem Spiel ausgesprochene Verwarnung hat zur Folge, dass der Spieler diese mit allen Konsequenzen ins Match mitnimmt, während er bei „rot“ nicht mehr am Spiel teilnehmen, aber ersetzt werden darf, ohne dass dabei die Zahl der Austauschmöglichkeiten beeinflusst wird.
Dem Schiedsrichter ist es ebenfalls gestattet, einen Spieler, der auf der Bank sitzt, zu verwarnen oder auszuschließen (siehe EM 2008, Türkei–Tschechien) oder auch den Trainer und andere Offizielle bei entsprechendem Fehlverhalten des Innenraums zu verweisen (siehe EM 2008, Deutschland–Österreich).
Besonders im Jugendbereich sowie im Hallenfußball gibt es des Öfteren noch die Disziplinarstrafe des Feldverweises auf Zeit (meist zwei Minuten in der Halle und fünf Minuten auf dem Feld). Der Feldverweis auf Zeit wird dabei für solche Regelübertretungen ausgesprochen, bei denen eigentlich eine Verwarnung ausreichend wäre, aus pädagogischen Gründen aber ein Signal erforderlich scheint, eine zweite Verwarnung auszusprechen (hier als Ersatz für die Gelb-Rote Karte) oder dies für bestimmte Vergehen (in der Halle beispielsweise der Wechselfehler) ausdrücklich vorgesehen ist. Die Zeitstrafe ist aber kein Bestandteil des Regelwerkes (mehr), sondern ist verbands- oder ligaspezifisch geregelt. Siehe auch Blaue Karte.

## Torerzielung
Aus dem laufenden Spiel kann jederzeit ein Tor erzielt werden. Anders ist dies nach Spielunterbrechungen. Hier unterscheidet das Regelwerk in Spielfortsetzungen, aus denen direkt ein Tor erzielt werden kann, und solchen, bei denen ein weiterer Ballkontakt erforderlich ist.
Eine direkte Torerzielung ist möglich aus
- einem Anstoß,
- einem Abstoß,
- einem Eckstoß,
- einem Strafstoß und
- einem direkten Freistoß.

Sonderfälle:
Bevor ein Tor erzielt werden kann, muss der Ball nach der Spielfortsetzung zunächst von einem weiteren Spieler berührt werden bei
- Einwurf und
- indirekter Freistoß.

bzw. von zwei weiteren Spielern berührt werden beim
- Schiedsrichterball.

Zu beachten ist zudem, dass der Ball nach der Spielfortsetzung im Spiel gewesen sein muss. Wenn der Ball direkt in das eigene Tor geht, z. B. weil er vom Wind dorthin getrieben wird, muss der Abstoß oder der Freistoß wiederholt werden.
Einschränkungen gibt es auch hinsichtlich der Anwesenheit von Teamoffiziellen (oder auch eines ausgeschlossenen Spielers) auf dem Feld während des Spieles. Wird ein Tor erzielt und der Schiedsrichter stellt in diesem Moment diese „unerlaubte“ Anwesenheit fest, ist nur dann auf einen gültigen Treffer zu entscheiden, wenn der Teamoffizielle (oder ausgeschlossene Spieler) zu jener Mannschaft gehört, gegen die der Treffer erzielt wurde. Erzielt jene Mannschaft den Treffer, zu der die obgenannten Personen gehören, ist auf direkten Freistoß zu entscheiden.

## Vorgehensweisen zur Ermittlung eines Siegers
Es gibt Spiele, deren Wettbewerbsbestimmungen vorsehen, dass es einen Sieger geben muss (regelmäßig Pokalspiele oder Spiele im K.-o.-System in Turnieren). Ist der Spielstand eines solchen Spiels nach der regulären Spielzeit unentschieden, so gibt es verschiedene Varianten zur Ermittlung eines Siegers:
- Auswärtstorregel
- Verlängerung
- Elfmeterschießen

In den Wettbewerbsbestimmungen ist geregelt, welche Vorgehensweisen zur Anwendung kommen, eine aufeinander aufbauende Kombination der verschiedenen Methoden ist möglich, das Elfmeterschießen muss dabei doch die letzte Option sein, da dieses zwingend einen Sieger generiert.
Das im Regelwerk als Elfmeterschießen bezeichnete Modell zur Entscheidungsfindung wird weitestgehend nach den Regularien bei der Ausführung von Strafstößen durchgeführt. Zählt ein Team am Ende des Spiels und vor dem Elfmeterschießen mehr Spieler als der Gegner, ist das größere Team auf die Anzahl Gegenspieler zu reduzieren. Es müssen mindestens fünf Schützen je Mannschaft nominiert werden, die abwechselnd einen Strafstoß schießen, wobei jedoch nur die unmittelbare Wirkung zählt und ein Nachschuss nicht zugelassen ist. Diese Prozedur wird durchgeführt, bis eine Mannschaft bezogen auf die fünf Schützen uneinholbar in Führung liegt. Führt auch dies zu keiner Entscheidung, so muss je Mannschaft ein weiterer Spieler einen Strafstoß schießen, bis bei gleicher Anzahl an Schützen eine Mannschaft mehr Tore geschossen hat. Falls es dafür notwendig ist, mehr Schüsse abzugeben, als pro Mannschaft Spieler auf dem Platz sind, so dürfen Spieler ein weiteres Mal antreten.
Früher wurden weitere Varianten wie Münzwurf, Wiederholungs- und Entscheidungsspiele sowie Golden und Silver Goal genutzt, diese Varianten kommen, mit ganz seltenen Ausnahmen, heute nicht mehr zur Anwendung.

## Hallenregeln

### Futsal
In der von der FIFA anerkannten Variante des Hallenfußballs gibt die FIFA jährlich ein eigenes Regelwerk aus. Dieses stimmt in grundsätzlichen Teilen mit den Fußballregeln überein, ist aber auf die Gegebenheiten in der Halle angepasst. Die Futsalregeln sind dem Feldfußball deutlich näher als denen des traditionellen Hallenfußballs. Seit 2014 sind die FIFA-Futsalregeln für den Juniorenbereich verpflichtend, seit 2015 für den Seniorenbereich.

### Hallenfußball
Für Fußballspiele in der Halle gelten grundsätzlich dieselben Regeln wie für Fußball auf dem normalen Fußballplatz. In einigen wichtigen Bereichen unterscheiden sich die Regeln aber grundlegend. Zudem haben fast alle Landesverbände eigene Regelungen getroffen, so dass hier nur ein Überblick geschaffen werden kann, der so aber nicht in jedem Verband gültig sein muss. Ergänzend richten sich die Regelungen auch nach den Voraussetzungen in der jeweiligen Halle, so gibt es Hallen mit Bande und „normale“ Hallen, in denen die Handballmarkierungen zur Anwendung kommen.
Das Spiel findet, je nach Altersklasse, mit einem Torwart und vier oder fünf Feldspielern je Mannschaft statt. Teilweise darf auch auf Schienbeinschoner verzichtet werden.
In der Halle gibt es regelmäßig nur indirekte Freistöße, wobei auch der Mauerabstand deutlich reduziert (häufig auf drei Meter) ist. Strafstöße werden von der Sieben-Meter-Marke des Handballfeldes ausgeführt. Abstöße dürfen vom Torwart auch durch Abwurf mit der Hand ausgeführt werden, der Ball darf dabei jedoch nicht die Mittellinie überschreiten, sonst gibt es einen indirekten Freistoß für den Gegner. Der Torwart darf den Strafraum nur zur Abwehr eines unmittelbaren Angriffs verlassen und den Ball nur aus dem laufenden Spiel unmittelbar über die Mittellinie spielen. Wenn der Ball das Spielfeld verlässt, wird der Ball durch Einrollen oder mit einem Einkick wieder ins Spiel gebracht. Ein Ball, der die Decke oder von der Decke hängende Geräte berührt, führt zum Freistoß für den Gegner oder wird als Verlassen des Spielfelds gewertet; manchmal reicht auch eine Überschreitung einer vorher festgelegten Höhengrenze in der Halle.
Wo es eine Zeitstrafe gibt, beträgt diese im Regelfall zwei Minuten, allerdings darf sich die bestrafte Mannschaft vervollständigen, wenn die gegnerische Mannschaft in dieser Zeit ein Tor erzielt. Der bestrafte Spieler darf aber erst nach Ablauf der Strafe wieder am Spiel teilnehmen. Wird ein Feldverweis auf Dauer verhängt, so darf der bestrafte Spieler auf keinen Fall mehr am Spiel teilnehmen, seine Mannschaft sich aber nach einem Gegentor, spätestens aber nach drei Minuten wieder vervollständigen.
Oft ist ein „fliegender Wechsel“ erlaubt, d. h. eine Auswechslung darf ohne Zustimmung des Schiedsrichters und ohne Spielunterbrechung erfolgen, im Gegenzug gibt es den Wechselfehler. Betritt ein Spieler das Feld, bevor der auszuwechselnde Spieler dieses verlassen hat, ist gegen die fehlbare Mannschaft ein Freistoß und eine Zeitstrafe von regelmäßig zwei Minuten als Mannschaftsstrafe zu verhängen. Mannschaftsstrafe bedeutet, dass der Spielführer einen beliebigen Spieler auswählen darf, der die Zeitstrafe absitzt, auch ist hier eine Vervollständigung bei einem Gegentor ausgeschlossen. Allerdings wirkt sich diese Zeitstrafe nicht auf das „Konto“ disziplinarischer Strafen des Spielers aus.

## Spielbericht
Der Schiedsrichter muss von jedem offiziellen Spiel Aufzeichnungen machen und (Zitat:) „den zuständigen Instanzen einen Spielbericht zukommen“ lassen, z. B. dem jeweiligen Spielleiter und der DFB-Zentralverwaltung. Zu den Inhalten des Berichts gehören
- Namen des Heim- und des Gastvereins, der Spieler, der Spiel- und Mannschaftsoffiziellen
- Datum, Spielort, Liga-Zuordnung des Spiels
- Tore und Ergebnis
- Auswechslungen, Disziplinarstrafen
- besondere Vorkommnisse.

Auch Verwaltungsthemen wie Fahrtkosten der Schiedsrichter usw. können aufgenommen werden.
Dafür wird in der Regel das Software-Modul DFBnet Spielbericht eingesetzt,
mit dem die Informationen digital erfasst und online übertragen werden.
Die traditionellen Formularvordrucke
kommen nur noch ausnahmsweise, z. B. bei Netzausfällen, zum Einsatz.

## Nachträgliche Ergebnisänderung bei offiziellen Spielen
Unter bestimmten Umständen kann das Ergebnis eines offiziellen Spiels (Bundesliga, Europapokal usw.) nachträglich geändert werden. Dies geschieht, wenn eine Mannschaft
- einen Spielabbruch verursacht,
- zu viele Spieler einwechselt,
- einen ausgewechselten Spieler wieder einwechselt (es sei denn, dies ist ausnahmsweise zulässig),
- zu viele Spieler mit einer Staatsangehörigkeit von Staaten außerhalb der EU einsetzt („Ausländer“ oder, genauer bezeichnet, „Nicht-EU-Ausländer“),
- in einer Profiliga zu viele „Vertragsamateure“ einsetzt oder
- nicht spielberechtigte oder gesperrte Spieler einsetzt.

Auf Fehler bei Einwechslungen soll der Schiedsrichter zwar vor dem Vollzug hinweisen, darf diese aber nicht verhindern oder weiß teilweise auch nicht um die Hindernisse, die Verantwortung verbleibt in jedem Fall bei den Mannschaftsoffiziellen.
Liegt ein Verstoß vor und wird dieser von einer Mannschaft im Wege des Einspruchs angezeigt oder ausnahmsweise „von Amts wegen“ festgestellt, so wird das Spiel zugunsten der gegnerischen Mannschaft gewertet („strafverifiziert“), so dass die Mannschaft 3 Punkte erhält. Bei den Toren gibt es in den Landesverbänden unterschiedliche Regelungen (meist 3:0, es sei denn, die gegnerische Mannschaft hat das Spiel mit mehr Toren gewonnen oder beim Spielabbruch bereits höher geführt), es gibt aber auch andere Varianten (z. B. im Bayerischen FV mit X:0, was einem „0:0-Sieg“ entspricht).
In der Ligatabelle wird eine Mannschaft, die strafverifiziert wurde, bei Punktegleichheit im Regelfall (abhängig von den Wettbewerbsbestimmungen) nach hinten gereiht, selbst wenn sie die bessere Tordifferenz hat.

## Regelverstöße durch den Schiedsrichter
Begeht der Schiedsrichter einen Regelverstoß, der die Spielwertung mit hoher Wahrscheinlichkeit als verloren oder unentschieden beeinflusst hat, steht dem benachteiligten Verein nach den Regelungen des jeweiligen Verbandes regelmäßig ein Einspruchsrecht zu. Solche Einsprüche werden durch die zuständige Institution geprüft, in der Regel erfolgt bei berechtigten Einsprüchen eine Annullierung des Spiels sowie eine Neuansetzung.
Zu beachten ist allerdings, dass ein Regelverstoß keinen Wahrnehmungsfehler des Schiedsrichters bedeutet, sondern eine Entscheidung im Widerspruch zu den Spielregeln (z. B. wenn für ein Handspiel des Verteidigers im eigenen Strafraum anstatt eines Strafstoßes ein indirekter Freistoß verhängt wird).